# Winter-Paralympics 2018/Teilnehmer (Schweiz)
| stlisierte Goldmedaille | stlisierte Silbermedaille | stlisierte Bronzemedaille |
| ----------------------- | ------------------------- | ------------------------- |
| 3                       | —                         | —                         |

Die Schweiz hat bei den Winter-Paralympics 2018 in Pyeongchang von 9. bis 18. März 2018 mit 13 Athleten teilgenommen, davon sieben alpine Skirennfahrer (sechs Männer, eine Frau), ein Langläufer und ein Curling-Team.
Fahnenträger bei der Eröffnungsfeier am 9. März 2018 war Felix Wagner, der Skip der Curler.
Mit drei gewonnenen Goldmedaillen belegte die Schweiz nach Ende der Paralympics Platz elf im Medaillenspiegel.

## Teilnehmer

### Ski Alpin
| Athlet          | Klasse  | Wettbewerb            | Lauf 1  | Lauf 1 | Lauf 2  | Lauf 2 | Gesamt  | Gesamt |
| Athlet          | Klasse  | Wettbewerb            | Zeit    | Rang   | Zeit    | Rang   | Zeit    | Rang   |
| --------------- | ------- | --------------------- | ------- | ------ | ------- | ------ | ------- | ------ |
| Männer          |         |                       |         |        |         |        |         |        |
| Michael Brügger | LW 4    | Abfahrt, stehend      | --      | --     | 1:32,81 | 17     | 1:32,81 | 17     |
| Michael Brügger | LW 4    | Super-G, stehend      | --      | --     | 1:32,82 | 21     | 1:32,82 | 21     |
| Robin Cuche     | LW 9-2  | Abfahrt, stehend      | --      | --     | 1:29,28 | 8      | 1:29,28 | 8      |
| Robin Cuche     | LW 9-2  | Super-G, stehend      | --      | --     | DNF     | DNF    | DNF     | DNF    |
| Théo Gmür       | LW 9-1  | Abfahrt, stehend      | --      | --     | 1:25,45 | 1      | 1:25,45 | Gold   |
| Théo Gmür       | LW 9-1  | Super-G, stehend      | --      | --     | 1:24,83 | 1      | 1:24,83 | Gold   |
| Théo Gmür       | LW 9-1  | Riesenslalom, stehend | 1:05,70 | 1      | 1:06,77 | 3      | 2:12,47 | Gold   |
| Christoph Kunz  | LW 10-1 | Abfahrt, sitzend      | --      | --     | DNF     | DNF    | DNF     | DNF    |
| Christoph Kunz  | LW 10-1 | Super-G, sitzend      | --      | --     | DNF     | DNF    | DNF     | DNF    |
| Murat Pelit     | LW 11   | Super-G, sitzend      | --      | --     | DNF     | DNF    | DNF     | DNF    |
| Thomas Pfyl     | LW 9-2  | Abfahrt, stehend      | --      | --     | 1:29,77 | 9      | 1:29,77 | 9      |
| Thomas Pfyl     | LW 9-2  | Super-G, stehend      | --      | --     | 1:29,40 | 9      | 1:29,40 | 9      |
| Frauen          |         |                       |         |        |         |        |         |        |
| Stephani Victor | LW 12-2 | Abfahrt, sitzend      | --      | --     | DNF     | DNF    | DNF     | DNF    |
| Stephani Victor | LW 12-2 | Super-G, sitzend      | --      | --     | 1:40,01 | 6      | 1:40,01 | 6      |

### Skilanglauf
- Luca Tavasci

### Curling
- Beatrix Blaudel
- Marcel Bodenmann
- Hans Burgener
- Claudia Hüttenmoser
- Felix Wagner